# Helen Watt
Helen Watt est une chercheuse en bioéthique, connue pour ses positions anti-avortement et son poste d'ancienne directrice du Centre de bioéthique d'Anscombe.

## Éducation
Helen Watt obtient un diplôme d'italien à l'université d'Australie-occidentale, puis un doctorat en philosophie en 1993 à l'université d'Edimbourg.

## Carrière
Dès 1992, Watt devient chercheuse au sein du Linacre Centre for Healthcare Ethics, qui deviendra ensuite l'Anscombe Bioethics Centre. De 1993 à 1996, elle est en parallèle chercheuse à Peterhouse, un collège de l'université de Cambridge. En 2001, elle devient directrice du centre, et en 2010, elle y reprend un poste de directrice de la recherche.

## Publications

### Ouvrages

#### Autrice
- Life and Death in Healthcare Ethics: A Short Introduction (Routledge, 2000)
- Ethics of Pregnancy, Abortion and Childbirth (Routledge, 2016)

#### Éditrice
- Cooperation, Complicity and Conscience (Linacre Centre, 2005)
- Incapacity and Care (Linacre Centre, 2009)
- Fertility and Gender (Anscombe Centre, 2011)
- Abortion (London: Linacre Centre and CTS, 2001).
- Gene Therapy and Human Genetic Engineering (London: Linacre Centre and CTS, 2001).
- Life and Death in Healthcare Ethics: A short introduction (London: Routledge, 2000).

### Articles (extrait)
- 'Abortion for life-limiting foetal anomaly: beneficial when and for whom?', Clinical Ethics 2016 Aug 4: DOI 10.1177/1477750916661979.
- 'Intending reproduction as one's primary aim: Alexander Pruss on "Trying for a baby"', Annals of Philosophy 63.3 (2015).
- 'Life and Health: A Value in Itself for Human Beings?', HEC Forum 27.3 (2015). http://rdcu.be/mDVX
- 'Ancestor Embryos: Embryonic Gametes and Genetic Parenthood', Journal of Medical Ethics 40 (2014).
- 'Cooperation and Immoral Laws: Preventing Without Prescribing Harm', National Catholic Bioethics Quarterly 12.2 (Summer 2012).
- 'Side Effects and Bodily Harm', Ethics & Medics 36.1 (January 2011).
- 'Bodily Invasions: When Side Effects are Morally Conclusive', National Catholic Bioethics Quarterly 11.1 (Spring 2011).
- 'Conjoined Twins: Separation as Lethal Mutilation', in Jon Yorke (ed), The Right to Life and the Value of Life(Farnham: Ashgate, 2010).
- 'Altered Nuclear Transfer: Identifying Embryos; Respecting Procreation' in William Sullivan, Daniel Monsour, John Heng (eds), Stem Cell Research and Regenerative Medicine (Toronto: International Association of Catholic Bioethicists, 2009).
- 'Resisting the Sub-human', Guardian.co.uk, 14 January 2009.
- Contribution on 'A Catholic Perspective' in M. Stephens et al., 'Religious Perspectives on Abortion and a Secular Response', Journal of Religion and Health (published on-line 30 July 2009).
- 'Embryos and pseudoembryos: parthenotes, reprogrammed oocytes and headless clones', Journal of Medical Ethics33.9 (September 2007).
- 'Selecting Children', BioNews, 26 November 2007.
- 'The case against assisted dying', Geriatric Medicine 37.12 (December 2007).
- 'Becoming Pregnant or Becoming a Mother? Embryo Transfer With and Without a Prior Maternal Relationship', in T.V. Berg and E.J. Furton (eds), Human Embryo Adoption: Biotechnology, Marriage, and the Right to Life (Philadelphia and Thornwood: National Catholic Bioethics Center and Westchester Institute for Ethics and the Human Person, 2006).
- 'Ethical Aspects of Use of Fetal/Embryonic Cells in Treatment and Research', Zentralblatt for Neurochirurgie 66.2 (2005).
- 'Preimplantation Genetic Diagnosis: Choosing the "Good Enough" Child', Health Care Analysis 12.1 (March 2004).
- 'Beyond Double Effect: Side-Effects and Bodily Harm', in David Oderberg and Timothy Chappell (eds), Human Values: New Essays on Ethics and Natural Law (London: Palgrave MacMillan, 2004).
- 'Ethical Aspects of IVF', in Mette Lebech (ed), 2004 Yearbook of the Irish Philosophical Society. 'In Defence of Just Being', The Tablet, 1 May 2004.
- 'Thinking Twice: Cloning and In Vitro Fertilisation', Ethics and Medicine 18.2 (Summer 2002).
- 'Living Together: Pregnancy and Parenthood' in Institute of Ideas Debating Matters Series, Abortion: Whose Right?(London: Hodder & Stoughton, 2002).
- 'Decisions Relating to Cardiopulmonary Resuscitation: commentary 3: Degrading Lives?', Journal of Medical Ethics27.5 (2001).